# Simone Ortega
Simone Ortega (ur. 29 maja 1919 w Barcelonie, zm. 2 lipca 2008) – hiszpańska autorka kulinarna.
Urodziła się w Barcelonie, pochodzi z Alzacji we Francji. Była żoną wydawcy José Ortegi Spottorno.
Jej wydana w 1972 roku książka „1080 recetas de cocina” („1080 przepisów kulinarnych”) została sprzedana do 2007 roku w ponad 2 milionach egzemplarzy i doczekała się 48 wydań (w tym wielu poprawionych). W 1987 roku została odznaczona hiszpańską nagrodą specjalną w gastronomii.
Jej najnowsze książki zostały napisane we współpracy z jej córką Ines Ortega Klein.
Oprócz pisania książek kulinarnych, Ortega często występowała w różnych programach radiowych.